# جوتا هيكهاوزن
جوتا هيكهاوزن (بالإنجليزية: Jutta Heckhausen)‏، (و. مارس 1957) أستاذة العلوم النفسية في جامعة كاليفورنيا في إيرفين. وهي متخصصة في علم النفس التنموي، والتحفيز، والسياق الاجتماعي. عملت هيكهاوزن مع ريتشارد شولز وصاغا نظرية التحكم مدى الحياة، ونشرت مقالتهم في عام 1995 كنظرية مدى السيطرة.